# Catalin

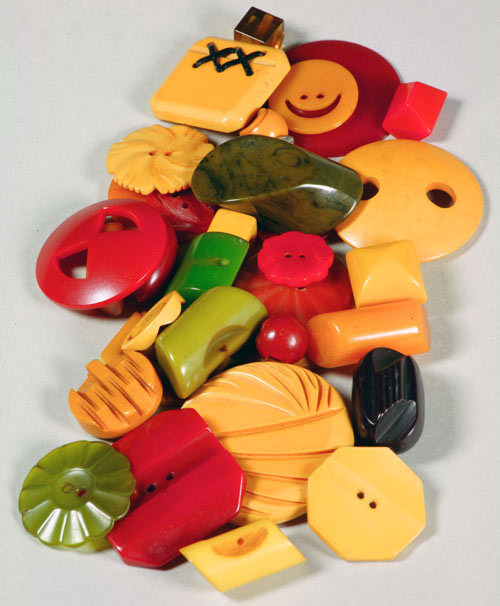
Knöpfe aus Catalin

Catalin ist der Markenname eines gießbaren, feuerfesten Kunstharzes aus der Gruppe der Aminoplaste. Es wurde durch die American Catalin Corporation ab 1930 auf den Markt gebracht, nachdem die Monopolstellung der Bakelit-Patente hinsichtlich Herstellung und Verarbeitung von Phenoplasten ab 1927 bis 1931 ausgelaufen waren.

## Eigenschaften und Verwendung

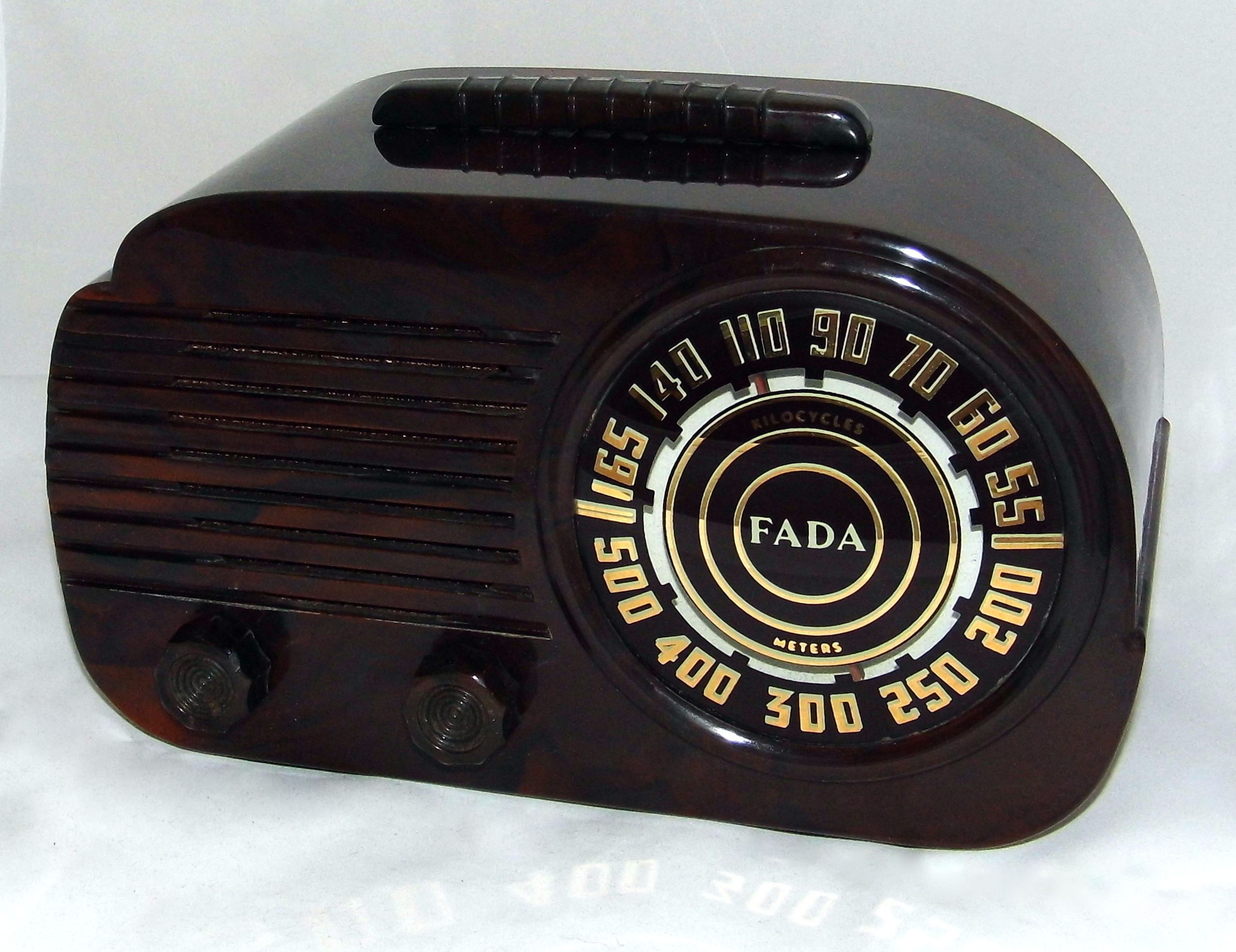
FADA Tischradio, Model 845 Cloud, circa 1946–1950

Während Bakelit nur in wenigen dunklen Farben herstellbar war, gelang mit dem neuen Kunststoff eine bunte Farbpalette mit leuchtendem Gelb, Orange, Rot, Grün und Weiß. Auch helle Pastelltöne waren möglich sowie eine Vielzahl von Marmorierungen. Einige Farben erwiesen sich als wenig lichtbeständig, da sich die bei niedrigen Temperaturen gegossenen Kunstharze durch Oxidation veränderten. Das gegossene Material lässt sich zur Weiterverarbeitung bohren, drechseln, fräsen und schnitzen.

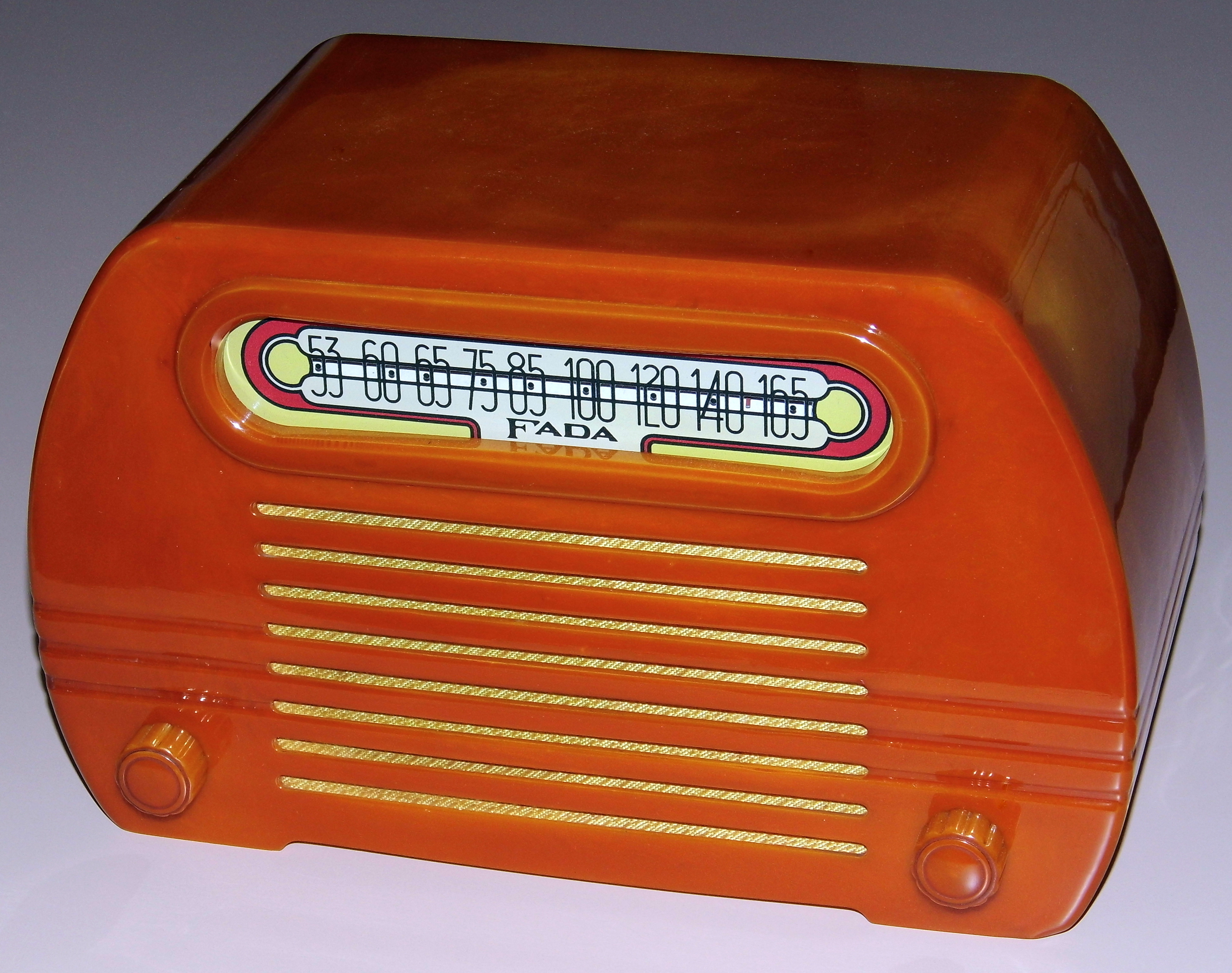
FADA Tischradio, Model 652 mit Catalin-Gehäuse, circa 1946

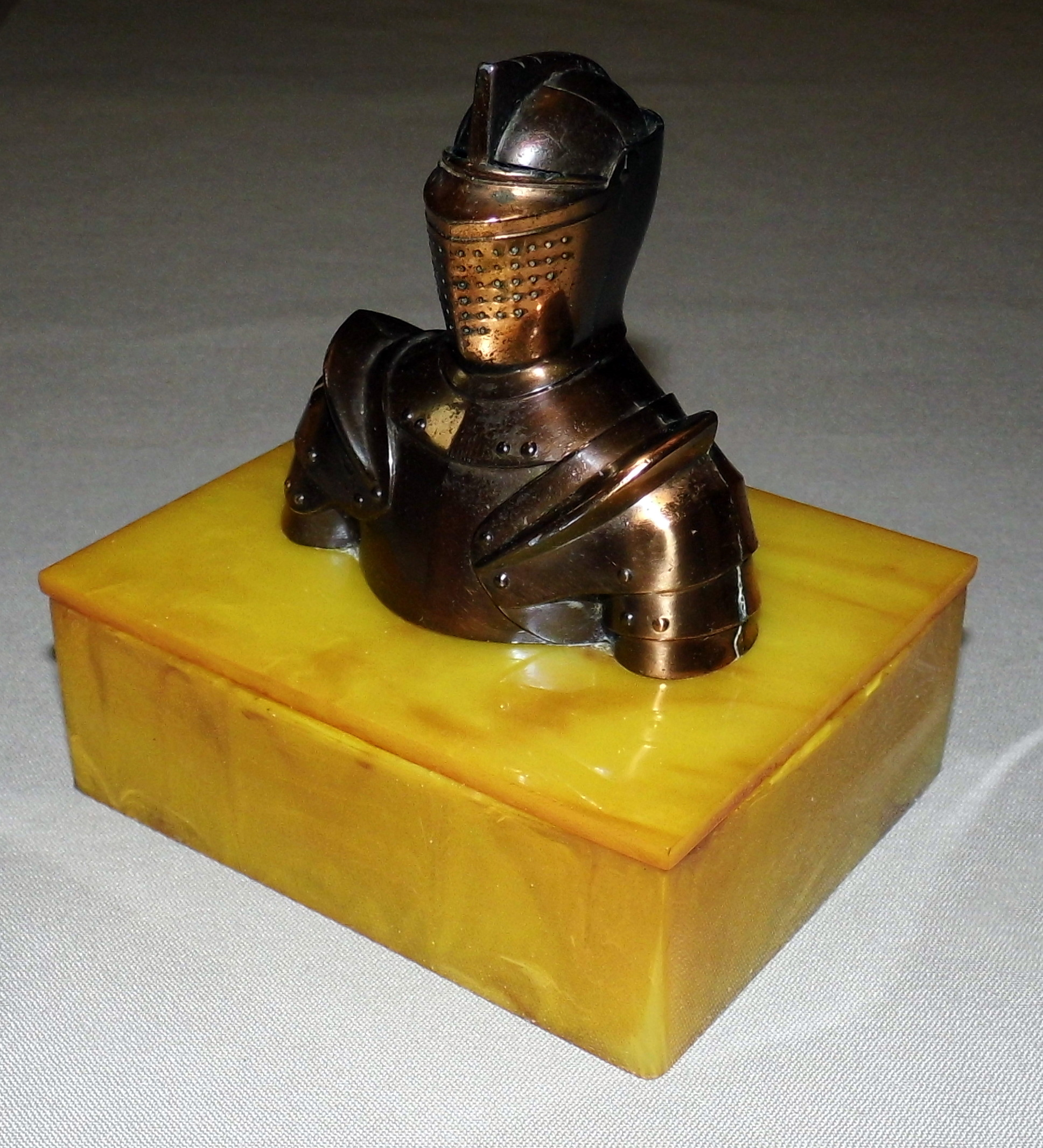
Zigarettendose aus Catalin

Das Material prägte das Hollywood-Design und der Stromlinien-Moderne der 1930er Jahre und löste in der Herstellung von Radios das zuvor verwendete Bakelit ab. Verwendung fand Catalin auch im Art déco. Typische Produkte waren Zigarettenspitzen, Feuerzeuge, Dosen, kleine Schalen, Griffe von Besteck und Brieföffnern, sowie Beschläge von Möbeln. Beliebt war auch seine Verwendung für Schmuck und Knöpfe. Hierbei wurde es auch als Imitat von Bernstein verwendet.
Noch heute gibt es ein Sammlerinteresse an sogenannten Catalin-Radios und anderen Gegenständen aus Catalin. Zu den bekanntesten Catalin-Radios gehört das in den amerikanischen Landesfarben produzierte Gerät Patriot, designt von Norman Bel Geddes für die Emerson Radio and Phonograph Corporation (1940), der in dunklen marmorierten Farben hergestellte Aristocrat sowie mehrere Modelle der FADA Radio & Electric Corporation, wie der Bullet Streamliner (1940–1946) und der 845 Cloud (1946–1950).

## Herstellung
Catalin ist ein Phenol-Formaldehyd-Kunstharz wie Bakelit, Prystal, Marbelette oder Durez, jedoch werden bei der Herstellung keine Füllstoffe verwendet. Es wurde von 1928 bis kurz nach dem Ende des Zweiten Weltkrieges hergestellt. Catalin wurde in Bleiformen gegossen und musste zwischen fünf und sieben Tagen bei 80 Grad Celsius aushärten. Die Nacharbeit, das Kühlen, Schleifen, Wachsen und Polieren dauerte zwei weitere Tage. Auf diese Art konnte neben der Farbenvielfalt auch die Opazität variiert werden. Andererseits war Catalin durch den aufwändigen Produktionsprozess teuer. Catalin neigt mit der Zeit zur Schrumpfung, vermutlich aufgrund einer zunehmenden Vernetzung. Es konnte als transluzentes oder marmoriertes Material hergestellt werden und erlaubte zwar hellere Farbtöne als Bakelit, war jedoch nicht farblos. Der Nachfolger für Catalin von der American Catalin Corporation war ab 1935 Prystal, das klar und beinahe farblos war, jedoch mit der Zeit zur Vergilbung neigte. Ende der 1940er Jahre wurde Catalin durch preiswertere farbfähige Kunststoffe abgelöst.